# Obseso Pisafondo
Obseso Pisafondo fue una serie de historietas creada por Jaume Rovira en 1988 y publicadas en el TBO.
Estas historias narraban normalmente sucesos de la vida automovilística protagonizados por Obseso Pisafondo, hombre de mediana edad, rubio y con bigote, que tenía un Citroën 2CV con el que sufría todo tipo de percances.